# 斯科特·哈夫纳
斯科特·理查德·哈夫纳（英語：Scott Richard Haffner，1966年2月2日—），美国NBA联盟前职业篮球运动员。他在1989年的NBA选秀中第2轮第45顺位被迈阿密热火选中。